# Bernd Schneider (racerförare)
Denna artikel handlar om racerföraren Bernd Schneider. Se också fotbollsspelaren Bernd Schneider.
Bernd Schneider, född 20 juli 1964 i St. Ingbert, är en tysk racerförare.

## Racingkarriär
Schneider körde formel 1 i slutet av 1980-talet utan succé. Han blev senare en framgångsrik förare i DTM, där han har slutat som totalsegrare säsongerna 1995, 2000, 2001, 2003 och 2006. Schneider avslutade efter säsongen 2008 sin racingkarriär.

## Noter

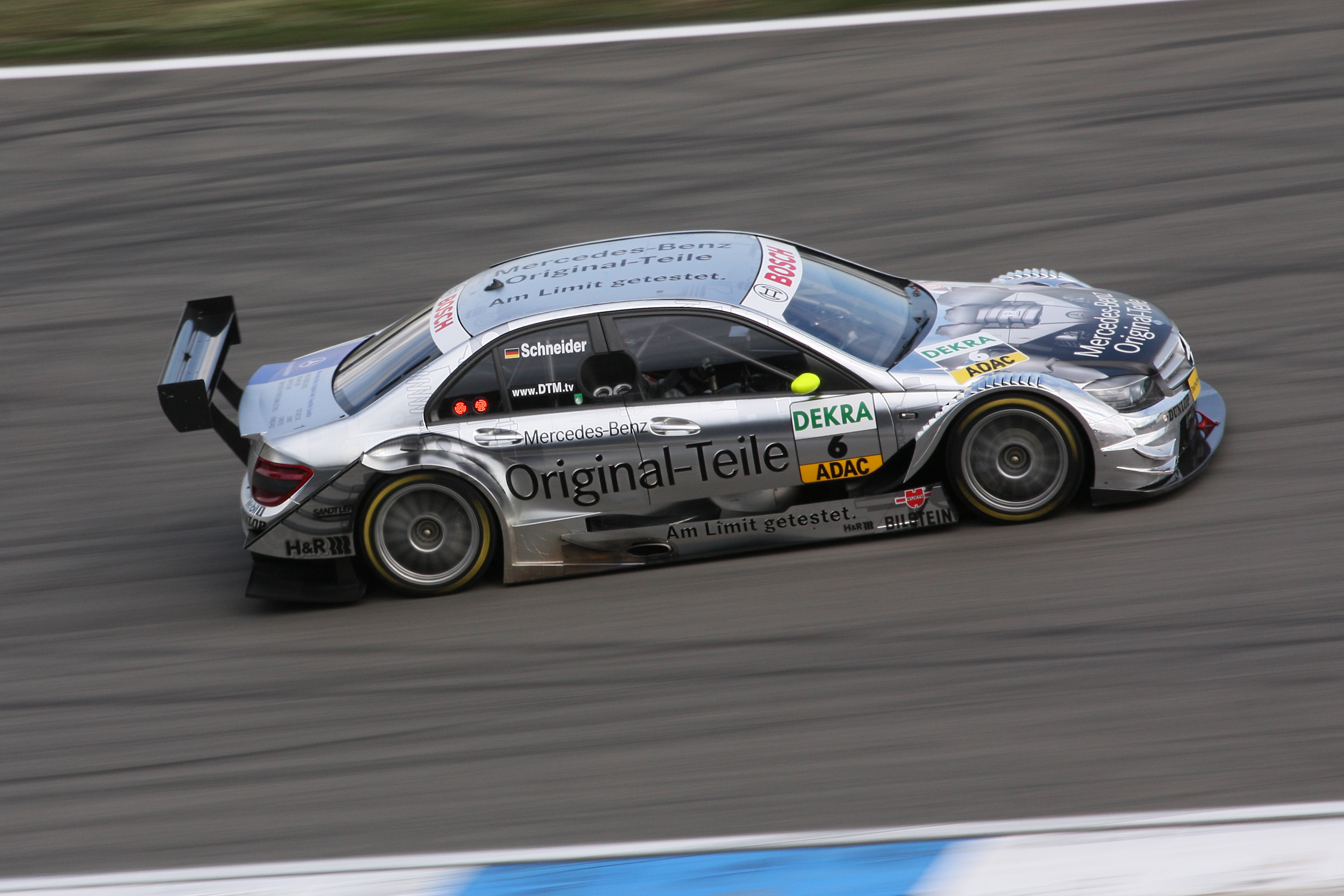
Bernd Schneider i Mercedes-Benz på Hockenheimring 2008

## F1-karriär
| Säsong | Stall/Tillverkare | Poäng | Placering |
| ------ | ----------------- | ----- | --------- |
| 1988   | Zakspeed          | 0     | –         |
| 1989   | Zakspeed          | 0     | –         |
| 1990   | Arrows            | 0     | –         |